# Wolfgang Schüssel

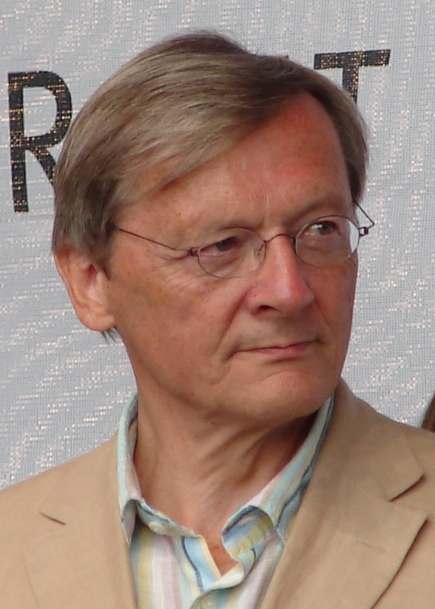
Wolfgang Schüssel

Wolfgang Schüssel (Wenen, 7 juni 1945) was Oostenrijks bondskanselier van 2000 tot 2007. Hij is lid van de christendemocratische ÖVP. Schüssel volgde een opleiding aan het gymnasium en studeerde rechten. Van 1968 tot 1975 was hij fractiesecretaris van de ÖVP in het Oostenrijkse parlement. 
Schüssel was van 1989 tot 1995 minister van Financiën in een SPÖ-ÖVP coalitieregering. In 1995 werd hij gekozen tot voorzitter van de ÖVP en vicekanselier. Bij de verkiezingen in oktober 1999 eindigde de ÖVP met 26,9% van de stemmen op de derde plaats na de SPÖ en de FPÖ (deze laatste kreeg een paar honderd stemmen meer dan de ÖVP). In 2000 werd Schüssel premier doordat hij een coalitieregering vormde met de FPÖ van Jörg Haider, de meest controversiële coalitie in Oostenrijk sinds de Tweede Wereldoorlog. Hoewel de FPÖ bij de verkiezingen van 2002 een nederlaag leed, vormde hij - na maandenlange, maar vruchteloze onderhandelingen met de Groenen en de sociaaldemocraten - opnieuw een coalitie met de FPÖ en werd daardoor voor de tweede keer premier.
In 2007 werd hij door Alfred Gusenbauer van de SPÖ als bondskanselier opgevolgd na coalitie-onderhandelingen die drie maanden aansleepten en waarbij uiteindelijk een samenwerking tussen ÖVP en SPÖ tot stand kwam.
Karl Renner · Michael Mayr · Johann Schober · Walter Breisky · Johann Schober · Ignaz Seipel · Rudolf Ramek · Ignaz Seipel · Ernst Streeruwitz · Johann Schober · Carl Vaugoin · Otto Ender · Karl Buresch · Engelbert Dollfuss · Kurt Schuschnigg · Arthur Seyss-Inquart · Karl Renner · Leopold Figl · Julius Raab · Alfons Gorbach · Josef Klaus · Bruno Kreisky · Fred Sinowatz · Franz Vranitzky · Viktor Klima · Wolfgang Schüssel · Alfred Gusenbauer · Werner Faymann · Christian Kern · Sebastian Kurz · Hartwig Löger · Brigitte Bierlein · Sebastian Kurz · Alexander Schallenberg · Karl Nehammer · Alexander Schallenberg · Christian Stocker